# Damejeanne

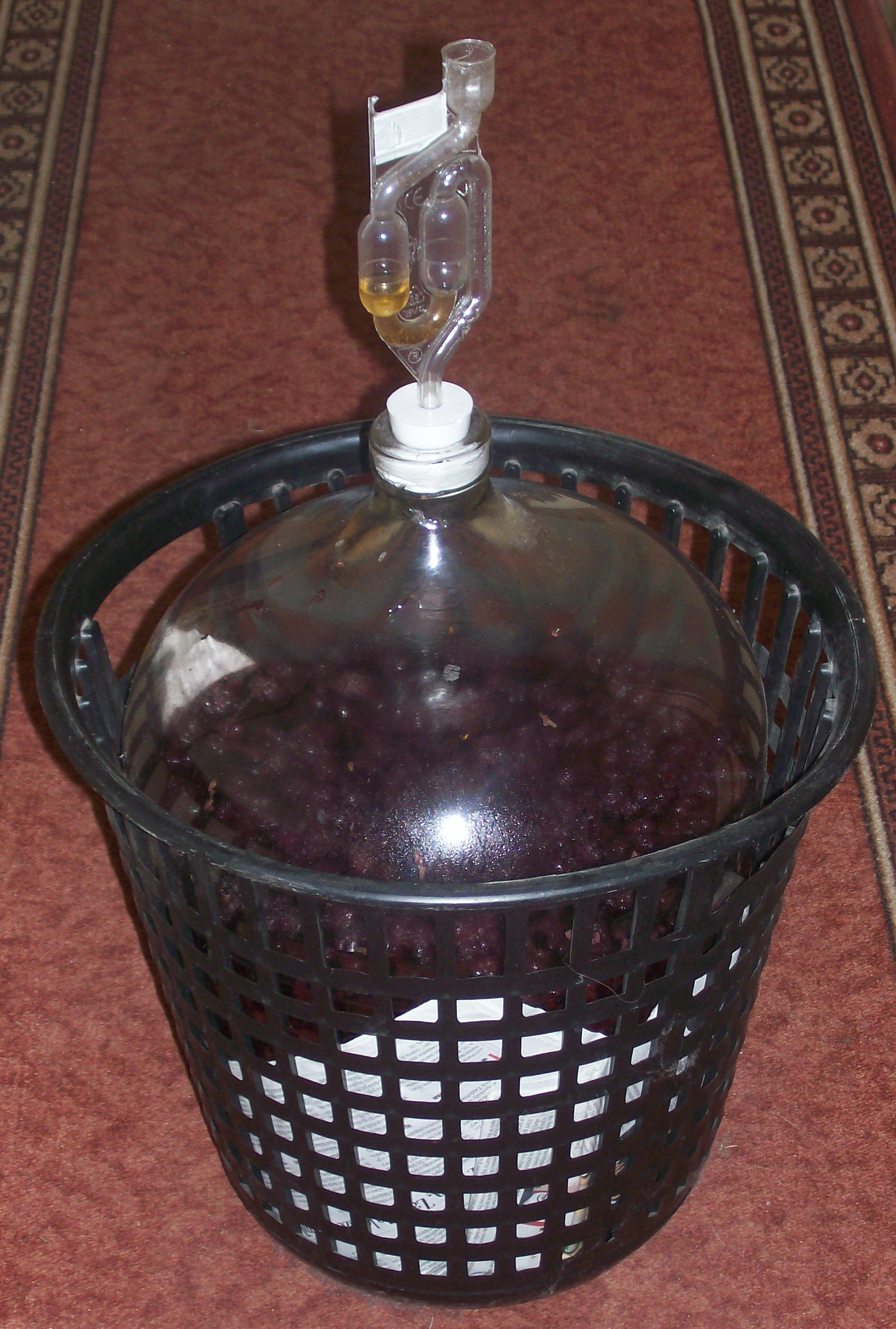
Vin som jäser i en damejeanne i en plastkorg. Damejeannen har ett vattenlås för att släppa ut jäsgaser men hindra att mikroorganismer och syre kommer in.

Damejeanne är en stor, korthalsad, ballongformad glasflaska omgiven av ett skyddande hölje, exempelvis korgflätning. Glasflaskan kan även stå i en korg eller en ställning av plast eller trä. Ställningen gör damejeannen enklare att hantera och skyddar även i viss mån mot skador. Volymen är oftast större än 5 liter, 10-20 liter är vanligast.
Damejeanner används numera mestadels för hemtillverkning av vin och öl, de tillverkas fortfarande, men de blir ovanligare och ersätts av tåligare och mer underhållsfria behållare i plast. Förr var det vanligt att vin såldes i damejeanner. 

## Galleri

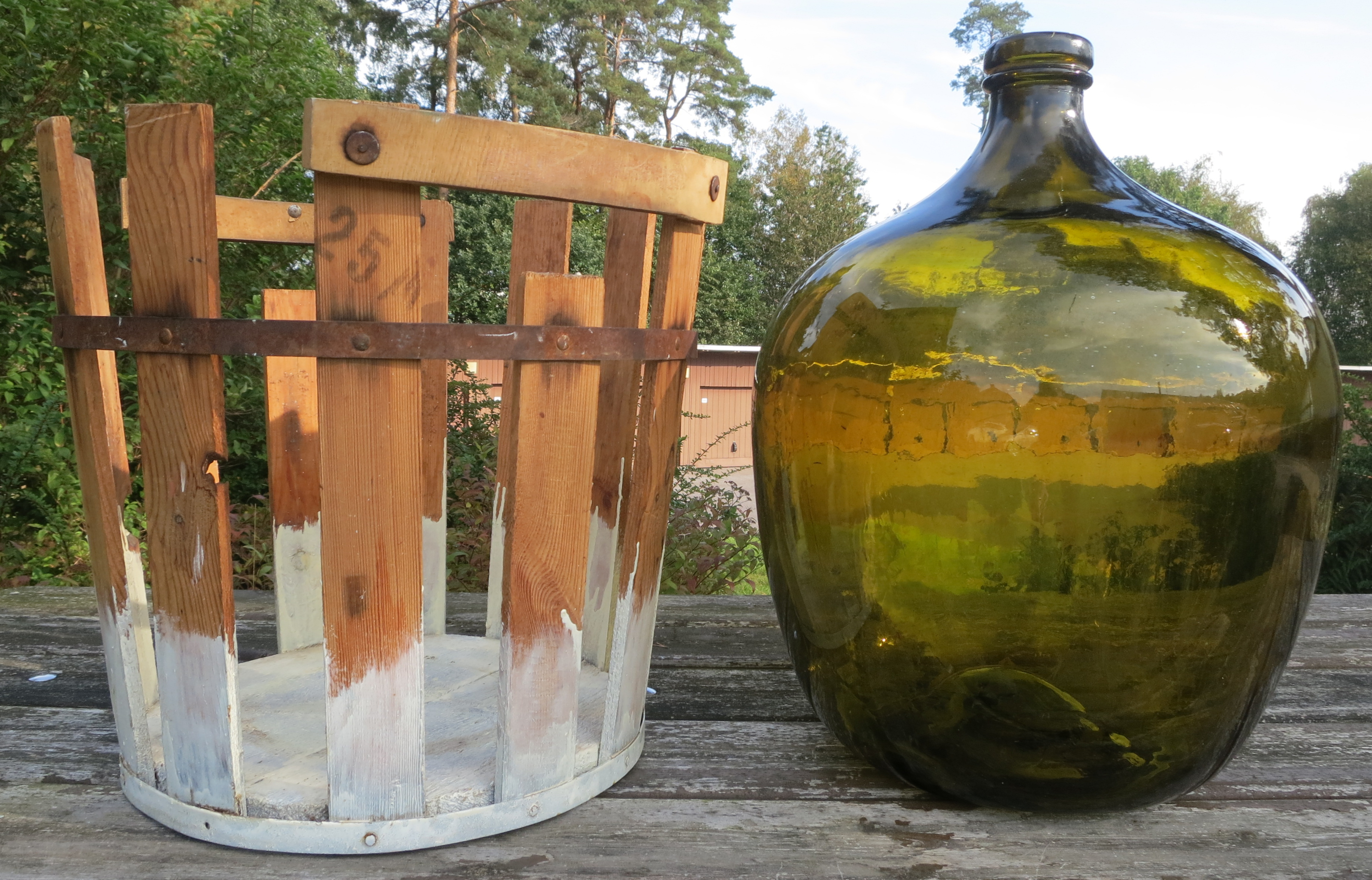
25-liters damejeanne från 1959 av Surte glasbruk.